# Федяково (Нижньогородська область)
Федяково (рос. Федяково) — село в Кстовському районі Нижньогородської області Російської Федерації.
Населення становить 554 особи. Входить до складу муніципального утворення Большеєльнинська сільрада.

## Історія
Від 2009 року входить до складу муніципального утворення Большеєльнинська сільрада.

## Населення
| 2002 | 2010 |
| ---- | ---- |
| 528  | ↗554 |